# 渾江区
渾江区（こんこう-く）は中華人民共和国吉林省白山市に位置する市轄区。

## 歴史
1906年（民国5年）に設置された八道江県佐を前身とする。1935年（康徳2年）、満洲国政府は八道江街と改編、国共内戦により中国共産党の実効支配とされた1947年（民国36年）には臨江県第六区とされ、1956年には八道江鎮とされた。1985年、八道江区に改編、2010年2月22日に渾江区と改称された。

## 行政区画
8街道、4鎮を管轄：
- 街道弁事処：新建街道、通溝街道、東興街道、紅旗街道、城南街道、江北街道、河口街道、板石街道
- 鎮：七道江鎮、六道江鎮、紅土崖鎮、三道溝鎮

## 交通

### 鉄道
- 中国国家鉄路集団
  - 瀋白旅客専用線（中国語版）（建設中）
    - 白山東駅

  - 渾白線（中国語版）
  - 鴨大線（中国語版）
    - 白山市駅

### 道路
- 高速道路
  -  輝臨高速道路
- 国道
  -  G201国道
  -  G331国道